# فرودگاه تالین

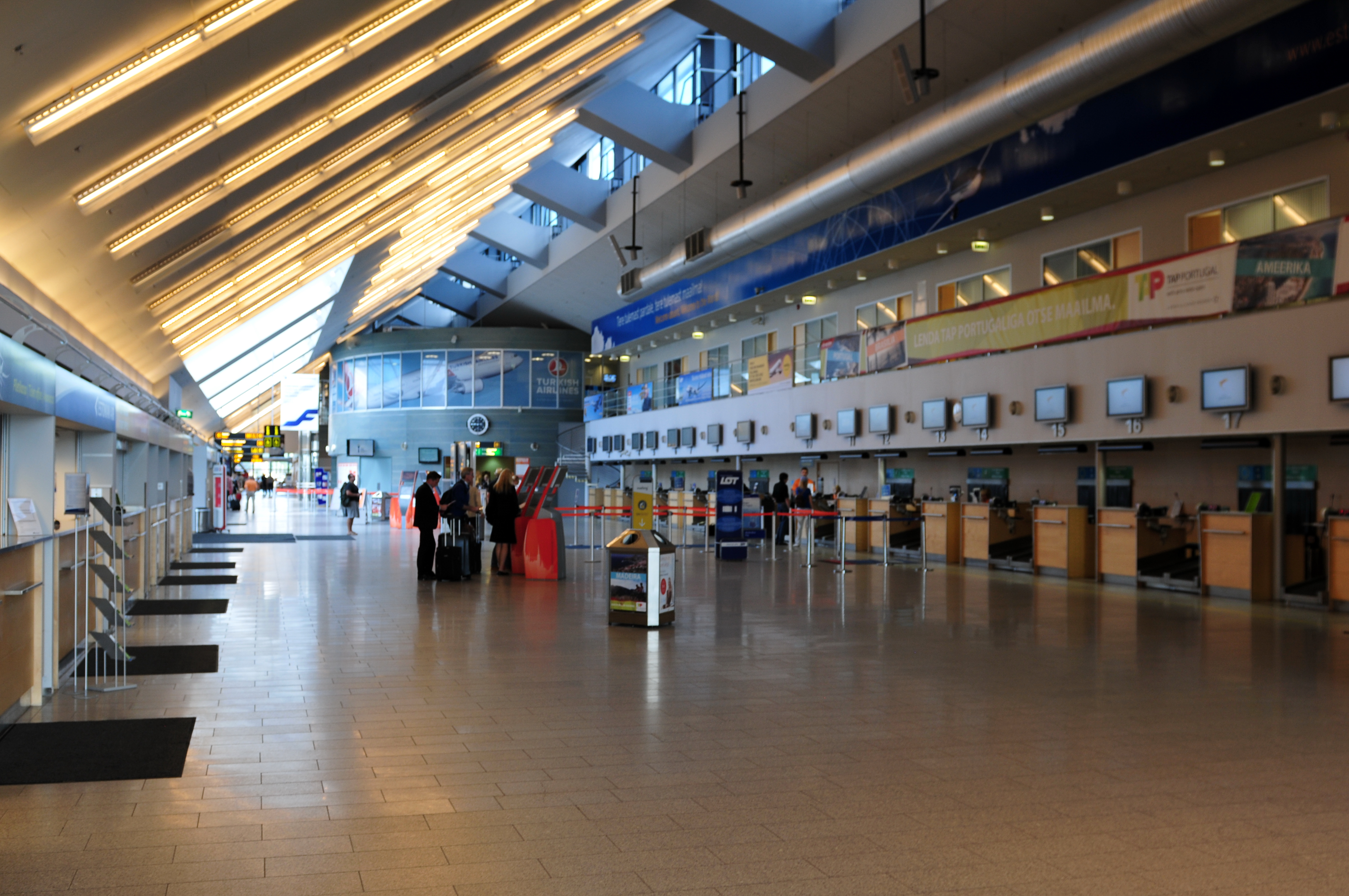
ترمینال

فرودگاه تالین (به انگلیسی: Tallinn Airport) (به زبان بومی: Tallinna lennujaam) یک فرودگاه همگانی بین‌المللی مسافربری با کد یاتا TLL است که یک باند فرود آسفالت و بتن دارد و طول باند آن ۳۰۷۰ متر است. این فرودگاه در شهر تالین کشور استونی قرار دارد و در ارتفاع ۴۰ متری از سطح دریا واقع شده‌است.

## شرکت‌های هواپیمایی و مقصدهای پروازی

### مسافری
| شرکت‌های هواپیمایی                       | مقصدهای پروازی |
| --------------------------------------- | --- |
| ایجین ایرلاینز                          | فصلی: آتن |
| آئروفلوت                                | شرمتیوو |
| ایربالتیک                               | اسخیپول آمستردام، برلین تگل، شارل دوگل پاریس، ریگا، وین، ویلنیوس |
| بریتیش ایرویز                           | هیترو لندن |
| ایزی‌جت                                  | برلین شونفلد (برقراری مجدد از ۴ نوامبر ۲۰۱۷), گاتویک، میلانو مالپنسا |
| فن‌ایر اجرا توسط نوردیک رجیونال ایرلاینز | هلسینکی |
| لوت پولیش ایرلاینز                      | شوپن ورشو |
| لوفت‌هانزا                               | فرانکفورت |
| نروجین ایر شاتل                         | گاردرموئن اسلو |
| نوردیکا اجرا توسط لوت پولیش ایرلاینز    | اسخیپول آمستردام، بروکسل، بوریسپیل، گوتنبرگ-لاندوتر (آغاز از ۲۸ اوت ۲۰۱۷)، مونیخ، گاردرموئن اسلو، پالکوو، استکهلم-آرلاندا، ورنس تروندهایم، وین، ویلنیوس، شوپن ورشو فصلی: برلین تگل، هامبورگ، نیس کوت دازور، اودسا، رییکا، شارل دوگل پاریس، اسپلیت چارتر فصلی: اوریو آل سریو، ژنو، زالتسبورگ |
| روس‌لاین                                 | پالکوو |
| رایان‌ایر                                | اوریو آل سریو، استانستد لندن، ویزه فصلی: برمن، دوبلین، جیرونا-کاستا براوا |
| هواپیمایی اسکاندیناوی                   | کپنهاگ، گاردرموئن اسلو، استکهلم-آرلاندا |
| Transaviabaltika                        | کورسار (PSO), کاردلا (PSO) |
| ترکیش ایرلاینز                          | استانبول |
| ویز ایر                                 | کیف ژولیانی (آغاز از ۱۹ آوریل ۲۰۱۸) |

### پروازهای چارتر
| شرکت‌های هواپیمایی    | مقصدهای پروازی |
| -------------------- | --- |
| الین‌ایر              | فصلی: کورفو، سالونیک |
| اسمارت‌لینکس ایرلاینز | فصلی: آنتالیا، بورگاس، کورفو، فوئرته‌ونتورا، هراکلین، لارناکا، رود، زالتسبورگ، تنریف جنوبی، وارنا چارتر فصلی: آیاتچو – ناپلئون بنوپارت، اگادیر المسیره، فرتیلیا، آلیکانته-الچه، بیلبائو، میلاس-بودروم، کگلیاری-الماس، کاتانیا-فونتاناروسا، خانیا، دالامان، النفیضه حمامات، فارو، غردقه، گرن کناریا، کریستیانو رونالدو، ایبیزا، اینسبروک، مالاگا، منستیر – حبیب بورقیبه، اولبیا - کاستا اسمرالدا، عوودا، پالرمو، پافوس، پالما د مایورکا، فرنسیسکو جسا کارنئیرو، شرم‌الشیخ، تنریف شمالی، والنسیا |

### باری
| شرکت‌های هواپیمایی         | مقصدهای پروازی                           |
| ------------------------- | ---------------------------------------- |
| ASL Airlines Belgium      | مالمو، تورکو، شوپن ورشو                  |
| کارگولوکس                 | لوگزامبورگ - فیندل                       |
| فدکس اکسپرس               | اسخیپول آمستردام                         |
| چک ایرلاینز               | پراگ رازیون، صوفیه                       |
| دی‌اچ‌ال اوییشن             | هنری کواندا، بوداپست فرنک لیست           |
| فن‌ایر                     | هلسینکی                                  |
| Genex                     | بلگراد نیکولا تسلا، مینسک                |
| کورین ایر                 | شرمتیوو، گاردرموئن اسلو، استکهلم-آرلاندا |
| سیلک وی ایرلاینز          | حیدر علی‌اف                               |
| سوئیس اینترنشنال ایرلاینز | زوریخ                                    |
| ترکیش ایرلاینز            | آتاترک، بوریسپیل                         |
| یوپی‌اس ایرلاینز           | وین                                      |

## نگارخانه

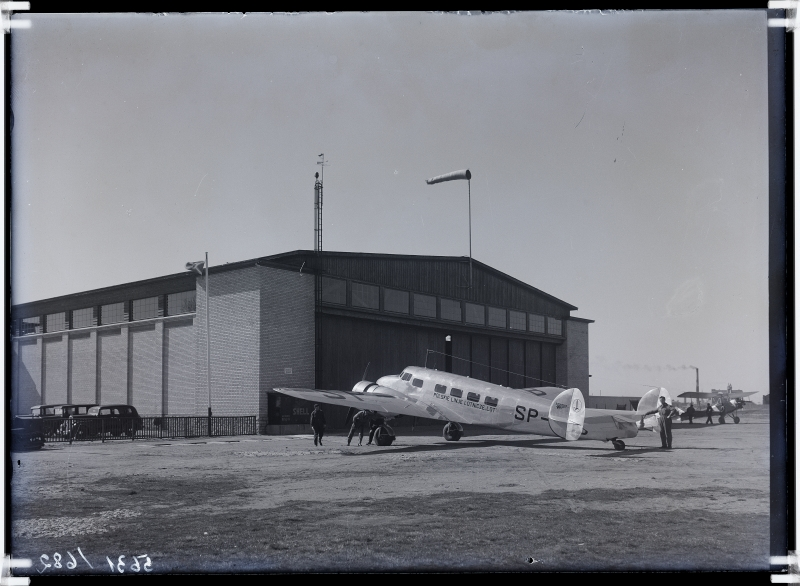
لاکهید مدل ۱۰ الکترا در فرودگاه تالین، دهه ۱۹۳۰
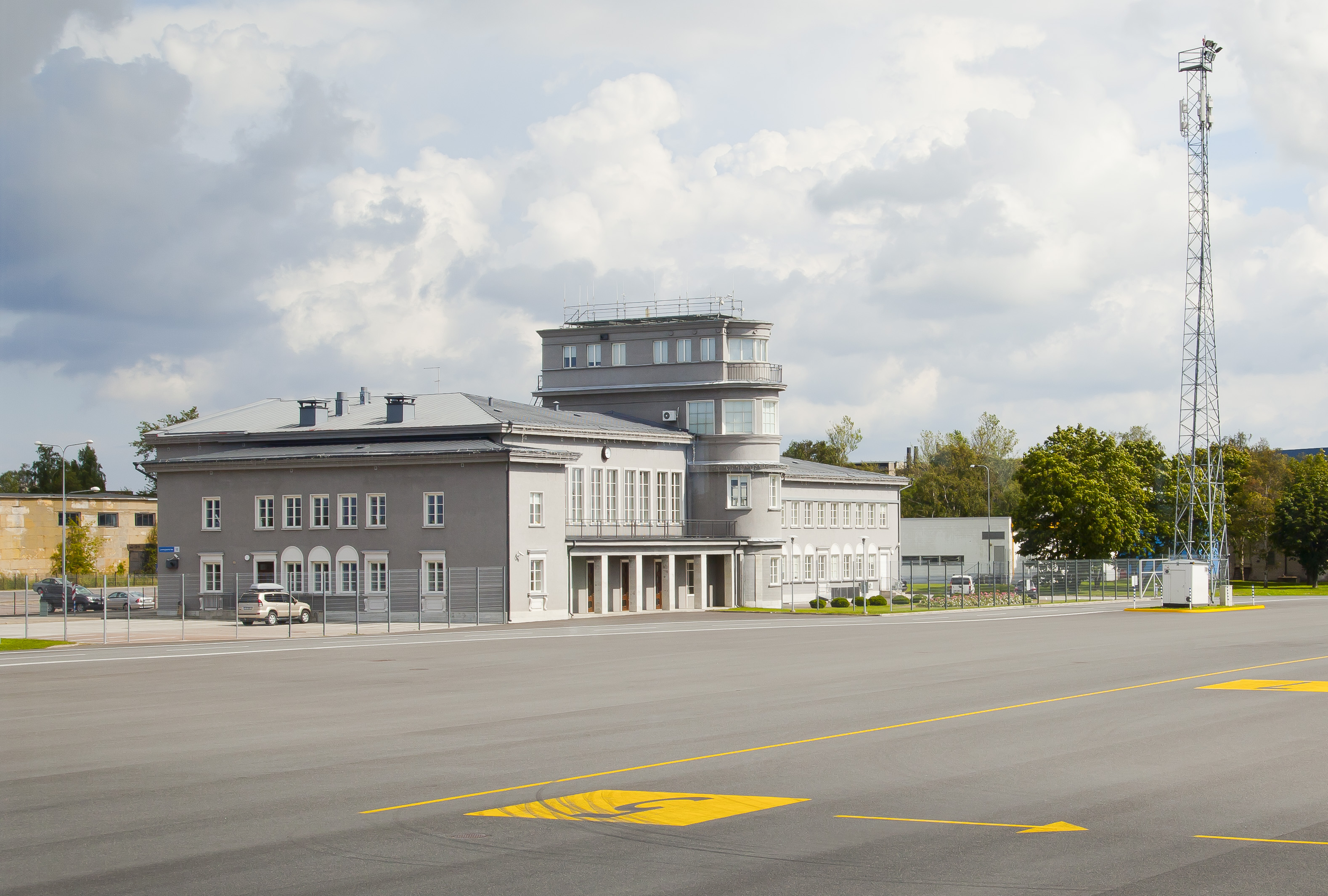
ساختمان ترمینال فرودگاه تالین، مورد استفاده ۱۹۵۴ تا ۱۹۸۰
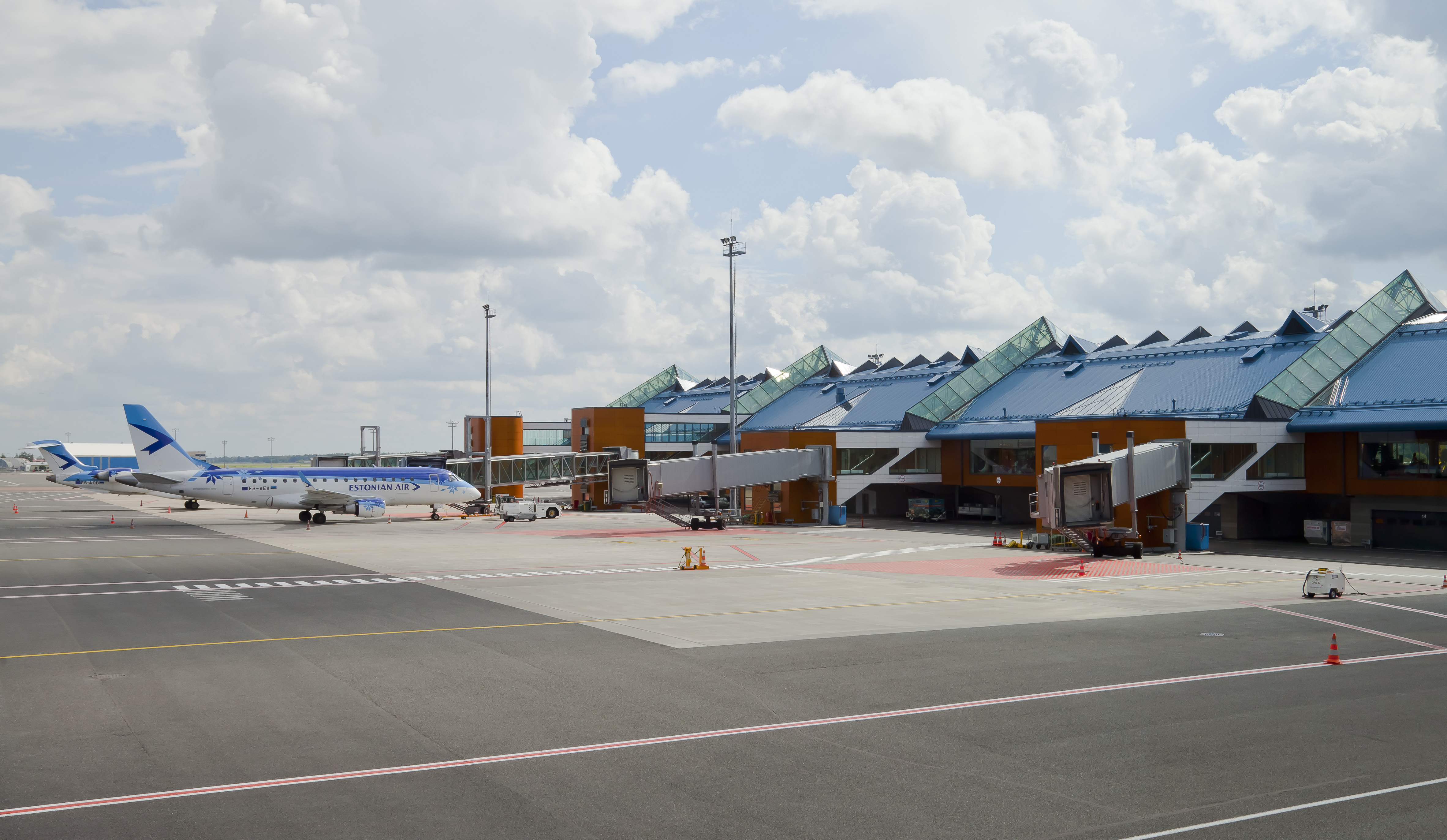
ساختمان ترمینال فرودگاه پس از گسترش، ۲۰۱۲
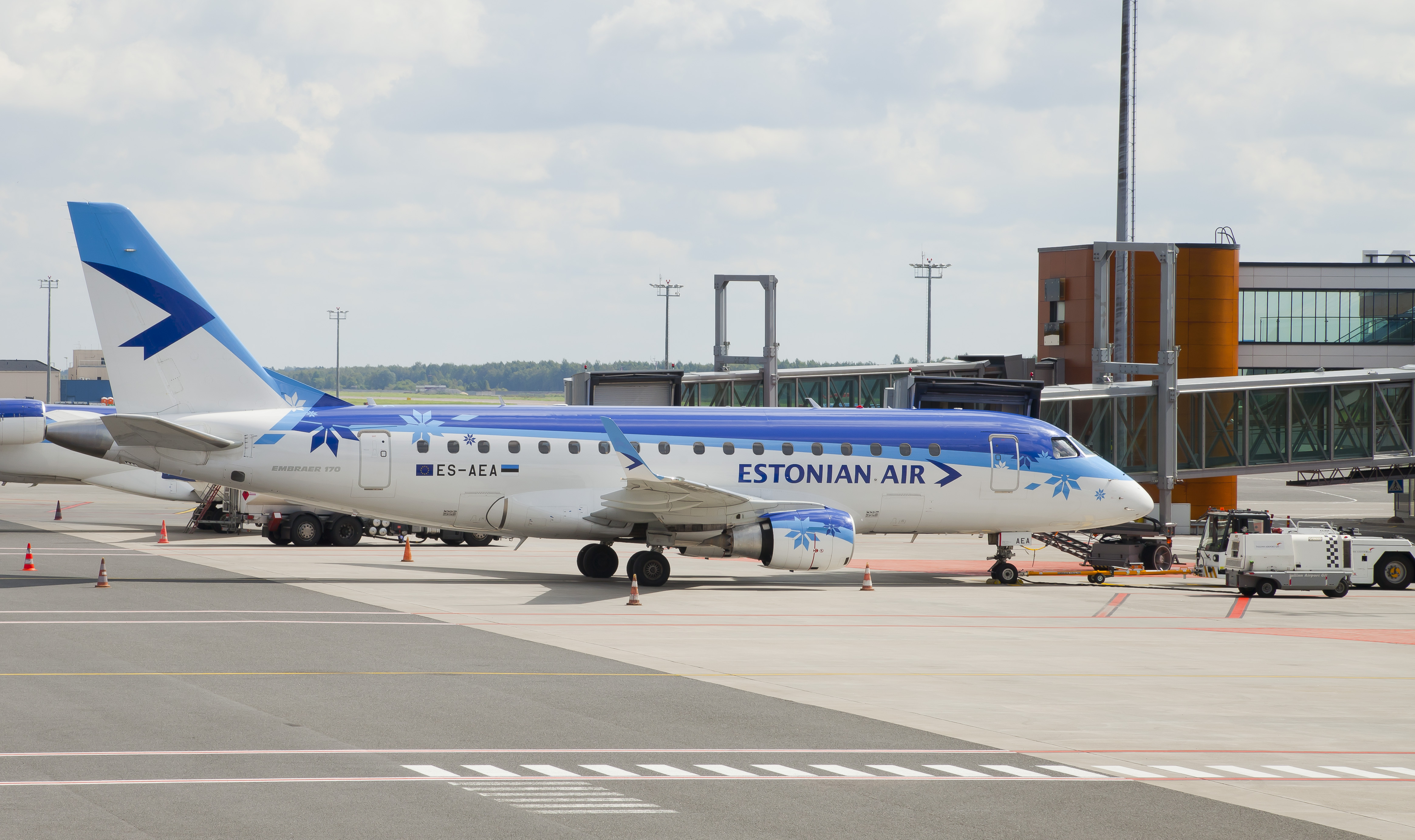
هواپیما استونین ایر در فرودگاه تالین، ۲۰۱۲
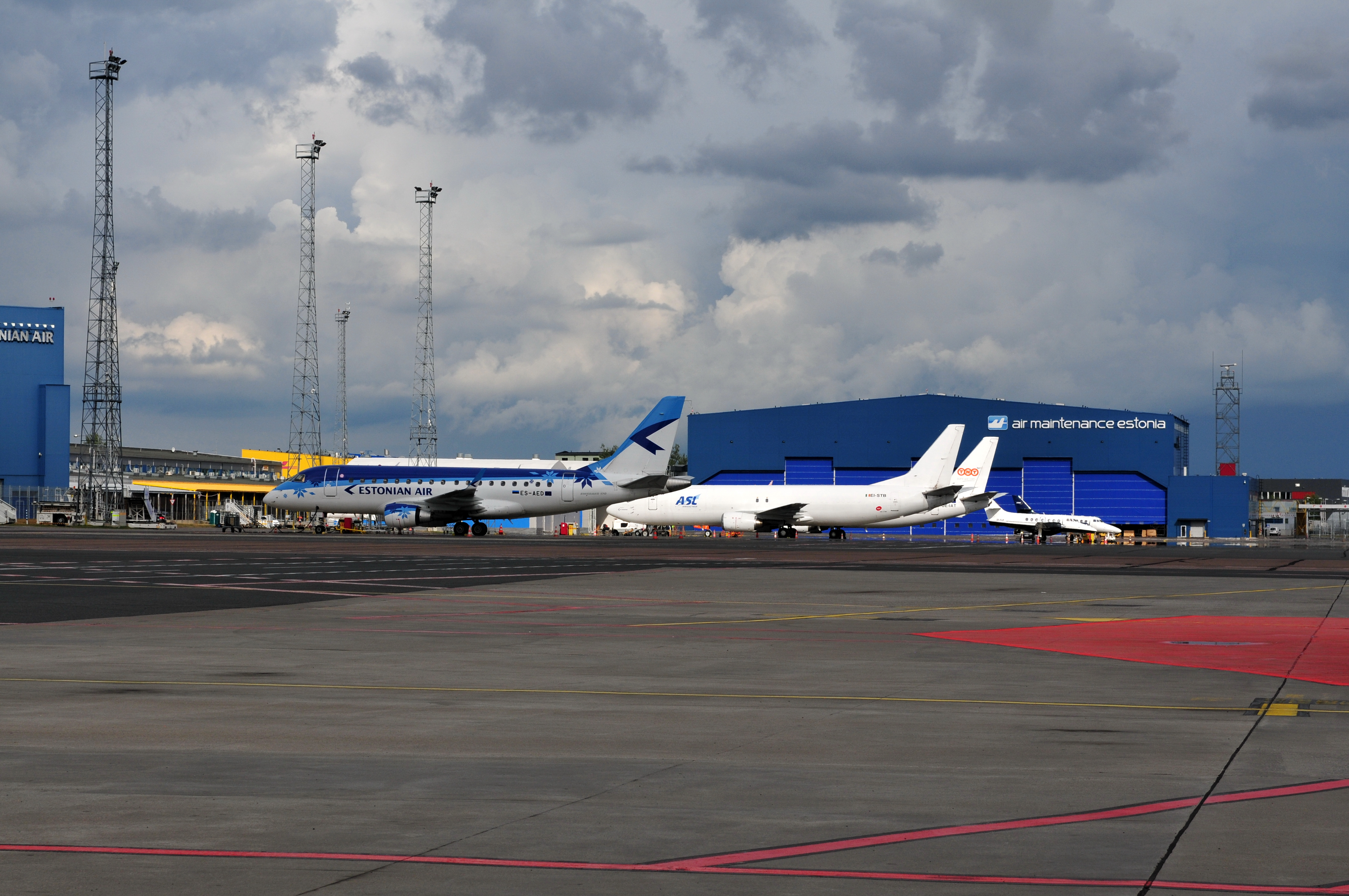
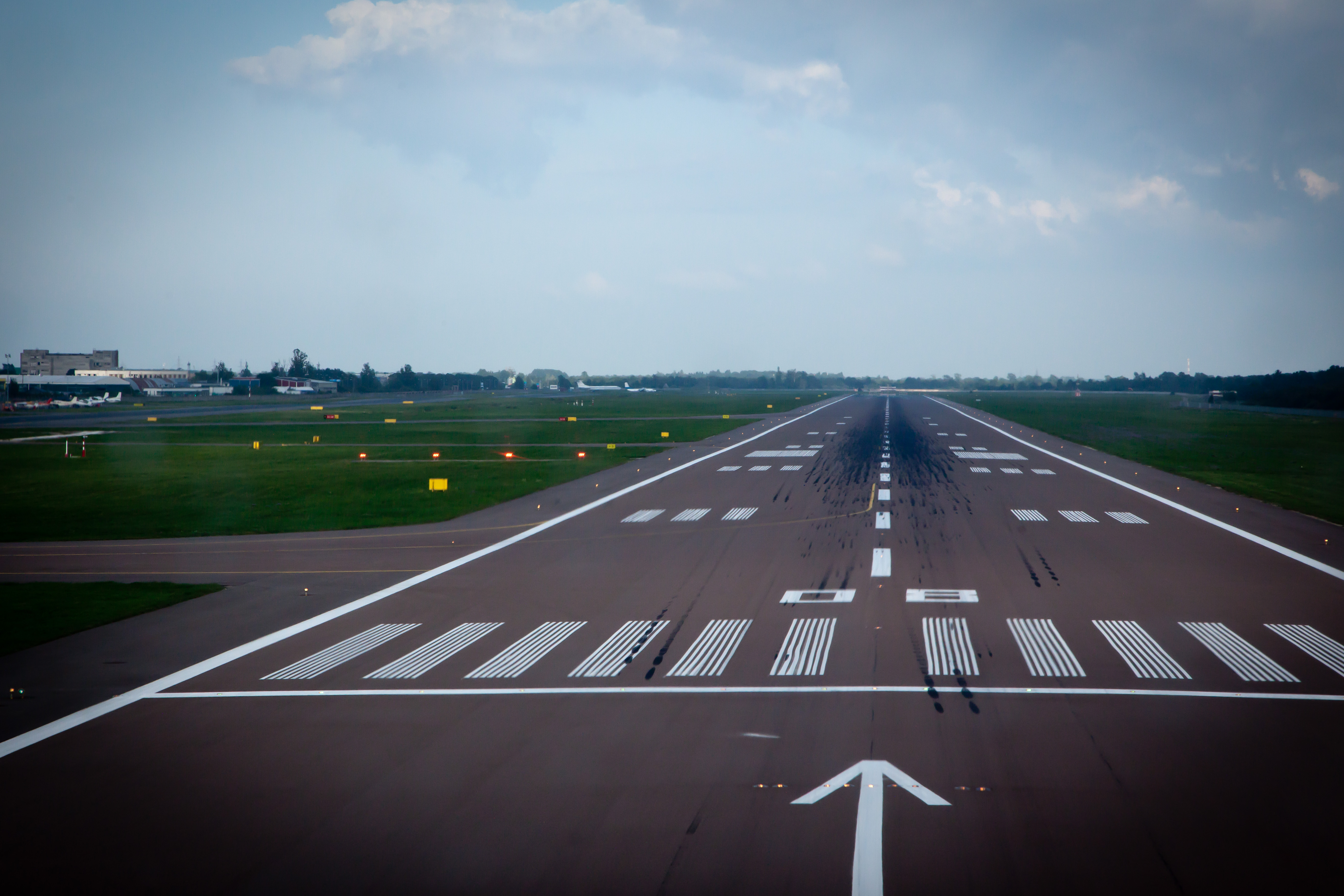
باند فرودگاه
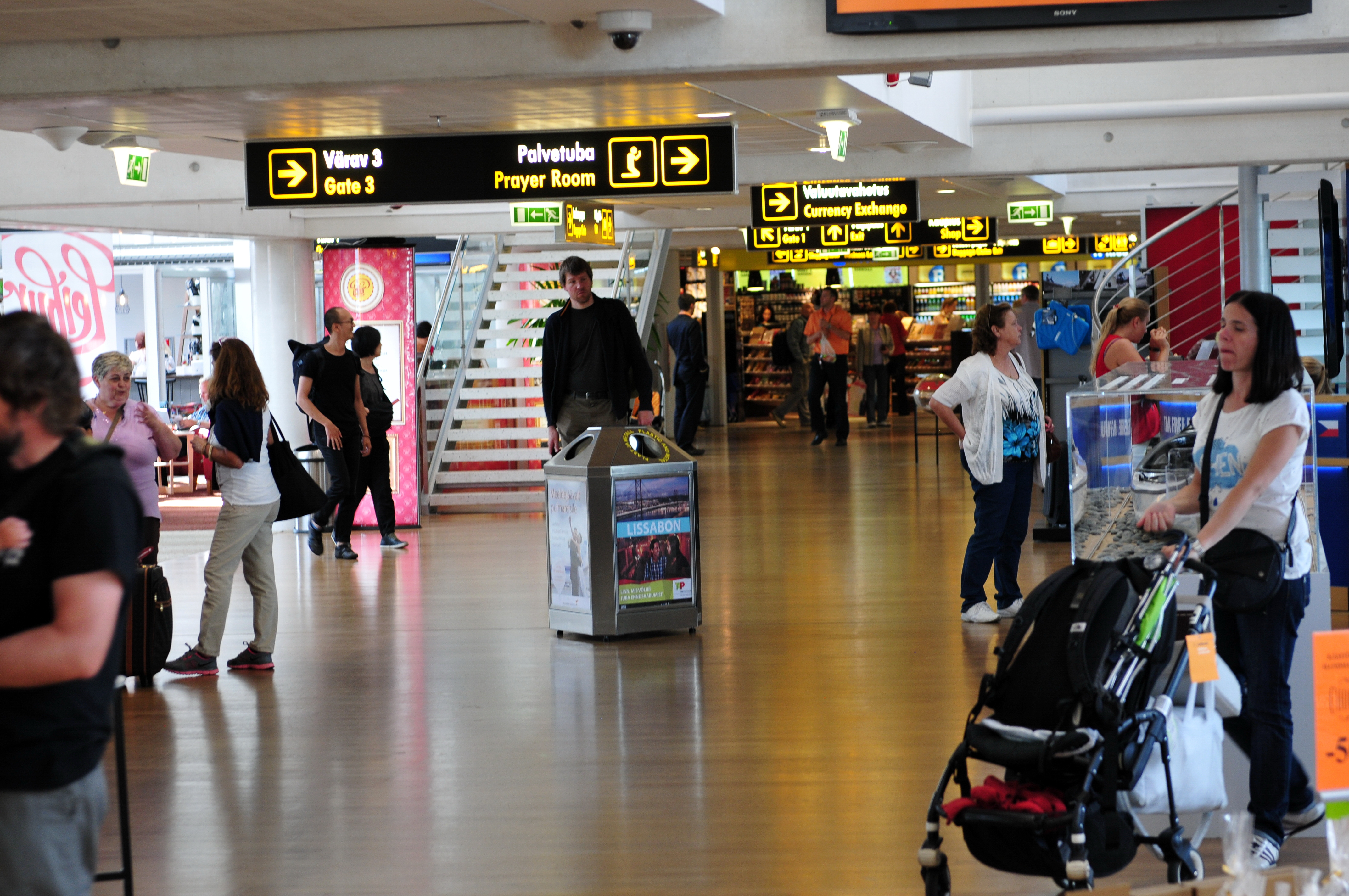